# Борченки
Борченки (бел. Барчанкі; до 1934 года Верхулище) — посёлок в Приснянском сельсовете Ветковского района Гомельской области Белоруссии.

## География

### Расположение
В 22 км на северо-запад от Ветки, 26 км от Гомеля.

## Транспортная сеть
Транспортные связи по просёлочной, затем автомобильной дороге Присно — Ветка. Планировка состоит из прямолинейной улицы, ориентированной с юго-востока на северо-запад. На юге, за парком, небольшой обособленный участок застройки. Жилые дома деревянные усадебного типа.

## История
Известен по письменным источникам с начала XX века. В 1909 году в Дудитской волости Рогачёвского уезда, фольварк, 1785 десятин земли, винокурня (с 1899 года).
В 1926 году посёлок в Приснянском сельсовете Гомельского округа. Рядом был хутор Верхулище, который позже вошел в состав посёлка. Неподалёку находилась сельскохозяйственная артель «Верхулище», созданная в начале 1920-х годов на базе фольварка. В 1930 году организован колхоз. Во время Великой Отечественной войны 52 жителя погибли на фронте. Освобождён от оккупантов 22 ноября 1943 года. В составе колхоза «Искра» (центр — деревня Присно).

## Население

### Численность
- 2004 год — 34 хозяйства, 49 жителей.

### Динамика
- 1909 год — 1 двор, 36 жителей.
- 1926 год — 27 дворов, 151 житель; на хуторе 4 хозяйства, 19 жителей; в сельхозартели — 7 хозяйств, 31 житель.
- 1940 год — 126 жителей.
- 2004 год — 34 хозяйства, 49 жителей.